# Rimasco
Rimasco (piemontesisch Rimasch [riˈmaʃk] beziehungsweise walserdeutsch Rimaschk) ist eine Fraktion der italienischen Gemeinde (comune) Alto Sermenza in der Provinz Vercelli, Region Piemont.

## Geographie
Der Ort liegt 82 km von der Provinzhauptstadt Vercelli entfernt, auf einer durchschnittlichen Höhe von 906 m s.l.m., im Val Sermenza, einem Seitental der Valsesia. Das ehemalige Gemeindegebiet umfasste eine Fläche von 24,30 km².

## Geschichte
Bis Ende 2017 bildete der Ort eine selbständige Gemeinde mit zuletzt 101 Einwohnern (Stand 31. Dezember 2017). Die Nachbargemeinden waren Boccioleto, Carcoforo, Fobello, Rima San Giuseppe und Rossa. Fraktionen waren Campo Ragozzi, Dorca und Ferrate. Auf den 1. Januar 2018 fusionierte Rimasco mit der bisherigen Nachbargemeinde Rima San Giuseppe zur neuen Gemeinde Alto Sermenza.